# Institut de Biologia Molecular i Cel·lular de Plantes
L'Institut de Biologia Molecular i Cel·lular de Plantes Eduardo Primo Yúfera (IBMCP) és un centre mixt de la Universitat Politècnica de València (UPV) i el Consell Superior d'Investigacions Científiques (CSIC).
Està ubicat a la Ciutat Politècnica de la Investigació (CPI) en el Campus de la UPV, on ocupa una superfície de 7.000 m² per a laboratoris i serveis. Addicionalment disposa de 4.150 m² per a hivernacles i cambres de cultiu. La seva adreça oficial és al Carrer Enginyer Fausto Elio, s/n 46022 València.
Agrupa 42 investigadors (CSIC i UPV), 144 becaris i contractats pre i postdoctorals, 29 tècnics i 8 administratius.

## Activitats principals
- La recerca científica sobre els mecanismes que controlen el desenvolupament de les plantes i les seves defenses enfront de l'estrès ambiental i els fitopatògens.
- L'ensenyament en el Màster de Biotecnologia Molecular i Cel·lular de Plantes i en el programa de doctorat en Biotecnologia de la UPV.

- L'objectiu final és generar coneixement per a obtenir plantes amb una millor productivitat, qualitat del fruit o amb propietats d'alt valor afegit i més resistents a l'estrès (menys dependents dels tractaments químics).